# Николаос Андрианакис
Николаос (Никос) Андрианакис (на гръцки: Νικόλαος Ανδριανάκης) е гръцки революционер, деец на гръцката въоръжена пропаганда в Македония от началото на XX век.

## Биография
Николаос Андрианакис е роден в Лаки, Гърция. Оглавява собствена чета от 82 души в Македония и действа в района на град Костур. Сътрудничи си с Лазар Апостолов, Александрос Георгиадис и Доно Холеров. През 1906 година напада Лехово. На 4 февруари 1908 година заедно с Апостолов нападат българското село Изглибе. Негови четници са били Николаос Манос и Ставро Кочев. Сътрудничи си с Илияс Делиянакис, Евтимиос Каудис, Павлос Гипарис.
Николаос Андрианакис умира на 9 август 1908 година в Катерини.